# Нетецкий, Иосиф Степанович
Ио́сиф Степа́нович Нете́цкий (бел. Язэп Сцяпанавіч Няцецкі; 1883-?) — революционер, деятель Белорусской Народной Республики.

## Биография
Иосиф родился в 1883 году в городе Щучин Гродненской губернии Российской империи.
С 1902 года был членом общероссийской партии эсеров. Работал на Либаво-Роменской железной дороге. В 1917 году он установил связи с Белорусской социалистической громадой. В мае 1918 года возглавил делегацию гомельских путейцев и промышленников в органы власти Украинской Народной Республики. В июне 1918 года Иосиф был назначен представителем Белорусской Народной Республики в Гомеле и Полесье. Но признания от германских оккупационных властей он не получил. Основные усилия Иосиф Нетецкий сосредоточил на работе с беженцами, которыми с началом мировой войны был переполнен Гомель. В июле 1918 года принимал участие в забастовке железнодорожников. Забастовка носила антиукраиский характер. Немцы арестовали Иосифа и отправили в концетрационный лагерь в Брест.
Перебравшись осенью 1918 года в Москву, Иосиф вошел в Центральное бюро белорусских секций РКП(б), в декабре принимал участие в конференции белорусских секций. Разделял идеи национал-коммунизма.
В 1920-е годы Иосиф жил в Минске (либо вернулся в Гомель) и работал инженером-техником на Западной железной дороге. В 1924 году его исключили из партии как «чуждый элемент». Дальнейшая судьба неизвестна.